# 李璜 (高麗)
李璜（朝鮮語: 이황）は、朝鮮氏族の固城李氏の始祖である。紀元前108年の漢の衛氏朝鮮遠征の際に、衛氏朝鮮を征伐した李槃の24代の子孫である。そしてその李槃は老子（李耳）の子孫だと伝えられる。